# Kärlekens decimaler
Kärlekens decimaler är en svensk dramafilm från 1960 i regi av Hasse Ekman. I huvudrollerna ses Ekman, Eva Henning, Stig Järrel och Eva Dahlbeck.

## Handling
Charlie är en elegant och världsvan man som jobbar som professionell golftränare. Hemma i Sverige har han inte varit på många år, efter en dumhet han en gång begick och då kom på kant med släkten.
I Köpenhamn träffar han sekreteraren Lena, som han umgås med och tröstar, då hon är ledsen för en man som lovat lämna sin fru för henne inte vågar. Denna man visar sig vara Charlies svåger, Nils. Men Nils hämtar slutligen hem Lena och ämnar berätta för sin fru. Charlie släpper inte gärna Lena, och följer efter henne till Sverige. 
Charlies syster Astrid är alltså gift med Nils och de bor tillsammans med sin 19-årige son Staffan i en villa i Rydsholm (Djursholm). Astrid och Nils blir inte alls förtjusta när Charlie helt plötsligt dyker upp hemma hos dem. Nils har precis berättat för Astrid att han har för avsikt att ta ut skilsmässa från henne och istället tänkt gifta sig med Lena Lind. Astrid ställer då ett krav, att så länge hennes bror Charlie hälsar på så ska de låtsas som ingenting. 

## Om filmen
Filmen är baserad på Gösta Gustaf-Jansons roman Kärlekens decimaler från 1959. 
Filmen premiärvisades 12 september 1960 på Röda Kvarn och Fontänen i Stockholm och Cosmorama i Göteborg. Inspelningen skedde med ateljéfilmning i Filmstaden, Råsunda och med exteriörer filmade i Köpenhamn, Danmark. Av filmfotograf Martin Bodin.

## Rollista i urval
- Hasse Ekman - Charlie Gedelius, golftränare
- Eva Henning - Lena Lind
- Stig Järrel - Nils Fähger, affärsman, Lenas älskare
- Eva Dahlbeck - Astrid, Charlies syster, gift med Nils
- Christina Schollin - Barbro "Barran" Bovell
- Lennart Klefbom - Staffan Fähger
- Siv Ericks - Lisa Bovell, Barrans mor
- Sigge Fürst - Malte Bovell, Barrans far
- Åke Fridell - Edgar Temmelin, godsägare
- Asbjørn Andersen - doktor Thiess, dansk läkare
- Renée Björling - fru Lind, Lenas mor
- Margareta Blytgen-Petersen - hushållerska
- Birgitta Ander - kassörska